# Rezerwat przyrody Góra Grojec
Rezerwat przyrody Góra Grojec – rezerwat położony na terenie gminy Woźniki w województwie śląskim na terenie wzniesienia Góra Grojec, utworzony 31 października 1996 roku. Rezerwat wchodzi w skład nadleśnictwa Koszęcin. Obszar rezerwatu podlega ochronie czynnej.
Powierzchnia rezerwatu wynosi 17,53 ha. Obejmuje  izolowane, wapienne wzgórze porośnięte lasem bukowym. Obok buka pospolitego występują na obszarze rezerwatu świerki, jodły, jawory, graby, rzadziej dęby, lipy czy klony. Licznie występują krzewy leszczyny. W runie lasu rosną m.in. chronione prawnie rośliny zielne, m.in.: wawrzynek wilczełyko, lilia złotogłów, zanokcica skalna, konwalia majowa, czworolist pospolity i kokoryczka wonna.

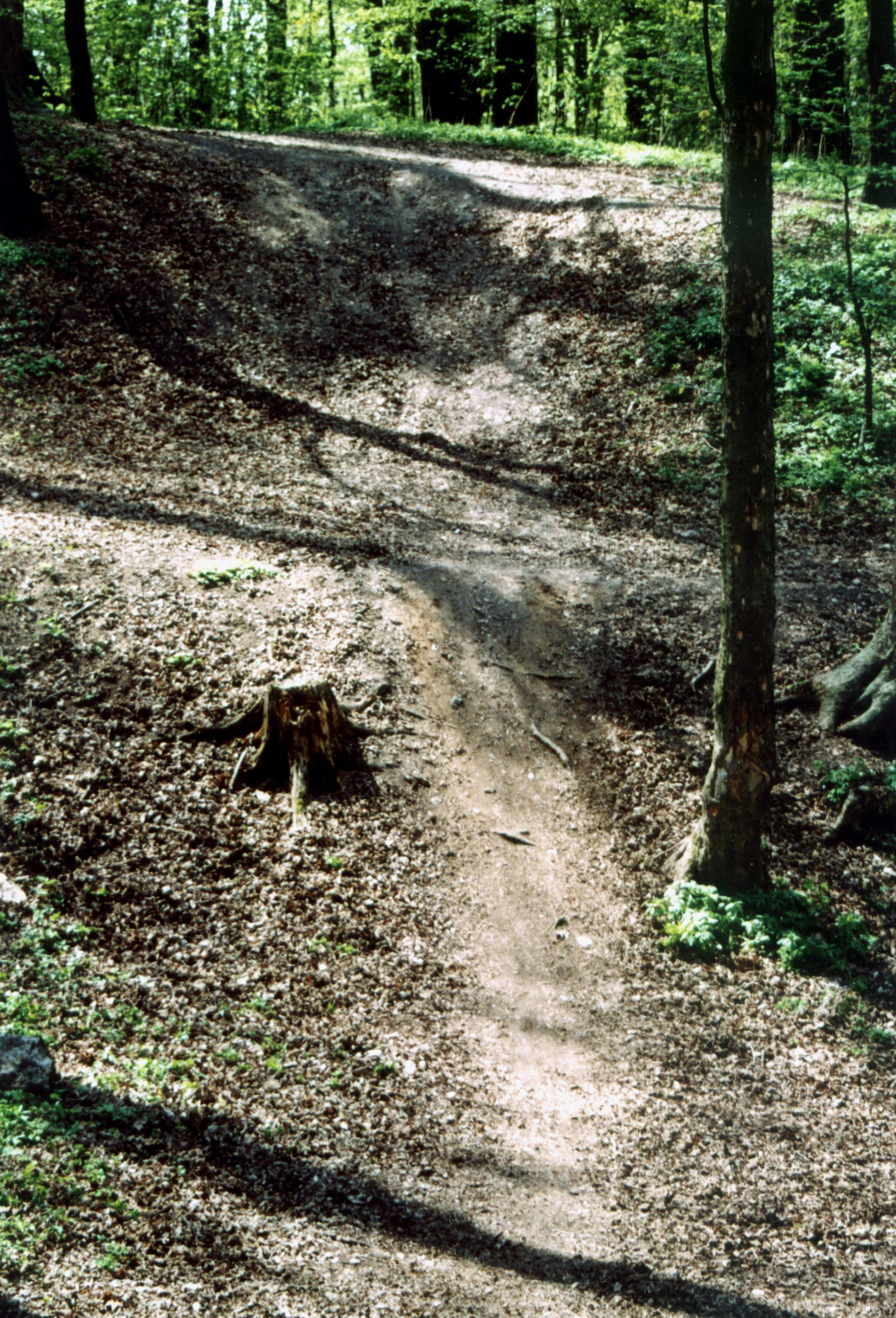
Zdewastowany obszar rezerwatu

Urozmaicony skład gatunkowy drzewostanu i bogaty podszyt umożliwiają bytowanie szeregu gatunków ptaków, m.in.: bażant łowny, czyż, dzięcioł duży, słowik rdzawy, sójka, zięba, kilka gatunków sikor i in. Z płazów spotykana jest m.in. ropucha szara, z gadów, żmija zygzakowata i padalec zwyczajny.
Rezerwat, ze względu na to, iż wcześniej był miejscem częstych spotkań i świętowań miejscowej ludności, ulega ciągłej dewastacji, szczególnie dzięki penetrowaniu wzgórza przez młodzież urządzającą na jego terenie „rajdy rowerowe”.